# Mihalț (gmina)
Mihalț – gmina w Rumunii, w okręgu Alba. Obejmuje miejscowości Cistei, Mihalț, Obreja i Zărieș. W 2011 roku liczyła 3051 mieszkańców. 